# لويس توماس (صحفي)
لويس توماس (بالفرنسية: Louis Thomas)‏ هو ناشر وصحفي وشاعر فرنسي، ولد في 21 أبريل 1885 في بيربينيا في فرنسا، وتوفي في 9 فبراير 1962 في بروكسل في بلجيكا.